# Csillagvirágformák
A csillagvirágformák (Scilloideae) a spárgavirágúak (Asparagales) rendjébe tartozó spárgafélék (Asparagaceae) növénycsalád egyik alcsaládja. Az APG III-rendszerben leírt alcsalád nagyjából megegyezik a régebbi rendszerekben megtalálható jácintfélék (Hyacinthaceae) családjával.
Főként Dél-Afrikában és a Földközi-tenger vidékén elterjedt, lágyszárú, évelő, hagymás növények tartoznak ide, tőkocsánnyal és fürtös virágzattal. Felső állású magházukból toktermés fejlődik. Sok köztük a tavasszal virágzó kerti növény, mint a jácint (Hyacinthus), a gyöngyike (Muscari), a csipkevirág (Hyacinthoides) és a csillagvirág (Scilla), ami az alcsalád fajokban leggazdagabb nemzetsége.

## Rendszerezés
Pfosser & Speta (1999) leírása szerint 70 nemzetség mintegy 1000 faja tartozik a családba. Nemzetségeit számos osztályozás a liliomfélék (Liliaceae) közé sorolja (például Cronquist-rendszer). A Dahlgren-rendszer felismeri a családot. Az APG II-rendszer a spárgafélékbe (Asparagaceae) olvasztását pártolja, de megengedi külön családként való kezelését is, a monocots kládjának spárgavirágúak rendjén belül. Az APG III-rendszer már egyértelműen a spárgafélékbe olvasztja a családot.
Az újabb, molekuláris rendszertani kutatások szerint egyes, korábban ide sorolt nemzetségeket (például Chlorogalum és Camassia) az Asparagales renden belül más családokhoz kell sorolni.
Nemzetségek (Watson és Dallwitz szerint, 1992–)
- Albuca
- Alrawia
- Amphisiphon
- Androsiphon
- Barnardia
- Battandiera
- Bellevalia
- Brimeura
- Bowiea
- prérigyertya (Camassia)
- hófény (Chionodoxa)
- Chlorogalum
- Daubenya
- Dipcadi
- Drimia
- Drimiopsis
- üstökliliom (Eucomis)
- Fortunatia
- óriásjácint (Galtonia)
- Hyacinthella
- Hyacinthoides (syn. Endymion)
- jácint (Hyacinthus)
- Lachenalia
- Ledebouria
- Leopoldia
- Litanthus
- Massonia
- gyöngyike (Muscari)
- Muscarimia
- Neobakeria
- Neopatersonia
- Ornithogalum (madártej vagy sárma)
- Periboea
- Polyxena
- Pseudogaltonia
- Puskin-virág (Puschkinia)
- Resnova
- Rhadamanthus
- Rhodocodon
- Schizobasis
- Schizocarphus
- Schoenolirion
- csillagvirág (Scilla)
- Tenicroa
- Thuranthos
- tengeri hagyma (Urginea)
- Veltheimia
- Whiteheadia

## Fordítás
- Ez a szócikk részben vagy egészben a Hyacinthaceae című angol Wikipédia-szócikk ezen változatának fordításán alapul.  Az eredeti cikk szerkesztőit annak laptörténete sorolja fel. Ez a jelzés csupán a megfogalmazás eredetét és a szerzői jogokat jelzi, nem szolgál a cikkben szereplő információk forrásmegjelöléseként.